# Полома
Полома (словац. Poloma) — село в Словаччині, Сабинівському окрузі Пряшівського краю. Розташоване в північно-східній частині Словаччини на північно-східних схилах Левоцьких гір.
Уперше згадується у 1330 році.
У селі є готичний римо—католицький костел з початку 14 століття, пізніше кілька разів перебудований, у 1851 році в стилі пізнього класицизму.

## Населення
| Рік:            | 1993 | 2003    | 2013    | 2023    |
| --------------- | ---- | ------- | ------- | ------- |
| Кількість осіб: | 885  | 959     | 942     | 936     |
| Різниця:        |      | +8,36 % | -1,77 % | -0,63 % |

| Рік:            | 2022 | 2023    |
| --------------- | ---- | ------- |
| Кількість осіб: | 952  | 936     |
| Різниця:        |      | -1,68 % |

У селі проживає 952 осіб.
Національний склад населення (за даними останнього перепису населення — 2001 року):
- словаки — 99,58 %,
- німці — 0,11 %,
- поляки — 0,11 %,
- українці — 0,11 %.

Склад населення за приналежністю до релігії станом на 2001 рік:
- римо-католики — 99,37 %,
- греко-католики — 0,53 %,
- не вважають себе вірянами або не належать до жодної вищезгаданої конфесії — 0,11 %.